# Henk Roos
Henk Roos (Nijmegen, 1 juni 1924 - aldaar, 26 december 2013) was een Nederlands voetballer die als aanvaller speelde.
Roos kwam uit de jeugd van N.E.C. waar hij de omschakeling van amateur- naar semi-betaaldvoetbal meemaakte. In 1958 ging hij naar Beuningse Boys.

## Carrièrestatistieken
| Seizoen         | Club            | Land            | Competitie                   | Competitie | Competitie | Beker | Beker | Internationaal | Internationaal | Overig | Overig | Totaal | Totaal |
| Seizoen         | Club            | Land            | Competitie                   | Wed.       | Dlp.       | Wed.  | Dlp.  | Wed.           | Dlp.           | Wed.   | Dlp.   | Wed.   | Dlp.   |
| --------------- | --------------- | --------------- | ---------------------------- | ---------- | ---------- | ----- | ----- | -------------- | -------------- | ------ | ------ | ------ | ------ |
| 1954/55         | N.E.C.          | Nederland       | Eerste klasse B (Afgebroken) | –          | 2          | –     | –     | 0              | 0              | 0      | 0      | –      | 2      |
| 1954/55         | N.E.C.          | Nederland       | Eerste klasse C              | –          | 1          | –     | –     | 0              | 0              | 0      | 0      | –      | 1      |
| 1955/56         | N.E.C.          | Nederland       | Eerste klasse A              | –          | 1          | –     | –     | 0              | 0              | 0      | 0      | –      | 1      |
| 1956/57         | N.E.C.          | Nederland       | Tweede divisie B             | –          | 7          | –     | 0     | 0              | 0              | 0      | 0      | –      | 7      |
| 1957/58         | N.E.C.          | Nederland       | Tweede divisie B             | –          | 4          | –     | 0     | 0              | 0              | 0      | 0      | –      | 4      |
| Carrière totaal | Carrière totaal | Carrière totaal | Carrière totaal              | –          | 15         | –     | 0     | 0              | 0              | 0      | 0      | –      | 15     |